# Alexander Cataford
Alexander "Alex" Cataford, né le 1er septembre 1993 à Ottawa, est un coureur cycliste canadien.

## Palmarès sur route

### Par année
- 2011
  -  Champion du Canada du contre-la-montre juniors
- 2012
  - Westside Classic
- 2013
  -  Champion du Canada du contre-la-montre espoirs
  - 3e du championnat du Canada du contre-la-montre
- 2015
  -  Champion du Canada du contre-la-montre espoirs
  - 3e du championnat du Canada sur route espoirs
- 2016
  - 1re étape de la Tucson Bicycle Classic
  - 2e du Tour of the Gila
  - 2e du championnat du Canada du contre-la-montre
- 2018
  - 3e du championnat du Canada du contre-la-montre
  - 3e du Tour du lac Taihu

## Résultats sur les grands tours

### Tour d'Italie
2 participations
- 2020 : abandon (12e étape)
- 2022 : 101e

### Tour d'Espagne
1 participation
- 2021 : non-partant (3e étape)

## Classements mondiaux
| Année                                 | 2013 | 2014 | 2015 | 2016 | 2017  | 2018 | 2019  | 2020  |
| ------------------------------------- | ---- | ---- | ---- | ---- | ----- | ---- | ----- | ----- |
| Classement mondial                    |      |      |      | 557e | 2203e | 568e | 1373e | 1325e |
| UCI Asia Tour                         | nc   | nc   | nc   | nc   | nc    | 129e |       |       |
| UCI America Tour                      | 342e | nc   | 277e | 34e  | 315e  | 81e  | 193e  | 111e  |
|                                       |      |      |      |      |       |      |       |       |
| Légende : nc = non classéSource : UCI |      |      |      |      |       |      |       |       |

## Palmarès sur piste

### Championnats panaméricains juniors
- 2010
  -  Champion panaméricain de poursuite juniors

### Championnats du Canada
- 2014
  - 2e de la poursuite par équipes